# شاهدخت
شاهدُخت یک واژه و عنوان پارسی به معنای «دختر شاه» است. برخلاف واژهٔ شاهزاده که از نظر جنسیتی خنثی است، شاهدخت واژه‌ای مرکب از شاه+دخت به معنای «دخت شاه» یا «دختر شاه» است و تنها به فرزندان دختر شاهان اشاره دارد. این واژه گاه ممکن است به معنی «شاه دختر» (دختر والا) هم باشد و عبارت شاهزاده خانم نیز به صورت مترداف آن به‌کار می‌رود. این عنوان با پرنسس (Princess) در زبان‌های اروپایی که آن نیز برای شاهزادگان دختر استفاده می‌شود، برابر است.